# Ordo Ad Chao
Ordo Ad Chao este cel de-al patrulea album de studio al formației Mayhem. Titlul e în latină și se traduce prin de la ordine la haos, o inversare a motto-ului Francmasoneriei ordo ab chao care înseamnă la ordine de la haos.  
Albumul marchează întoarcerea lui Attila Csihar ca solist vocal. Un alt aspect demn de menționat e faptul că Necrobutcher nu a cântat la chitară bas pe acest album, cu toate că în broșură el apare ca și basist. Cel care a cântat la chitară bas e de fapt Blasphemer.
Acest album se diferențiază de celelalte materiale discografice mai recente prin faptul că producția este intenționat proastă. Albumul a avut parte de recenzii favorabile, părerea generală fiind că acest album este superior tuturor celorlalte albume ale formației, inclusiv De Mysteriis Dom Sathanas.
Albumul a câștigat premiul Spellemannprisen (cel mai important premiu muzical din Norvegia) la categoria "Cel Mai Bun Album Metal". Pentru melodia "Anti" s-a filmat un videoclip (în regia lui Costin Chioreanu), primul și până în prezent unicul videoclip realizat de Mayhem.
Revista Terrorizer a clasat Ordo Ad Chao pe locul 2 în clasamentul "Cele mai bune 40 de albume ale anului 2007".

## Lista pieselor
1. "A Wise Birthgiver" - 03:30
2. "Wall Of Water" - 04:40
3. "Great Work Of Ages" - 03:52
4. "Deconsecrate" - 04:07
5. "Illuminate Eliminate" - 09:40
6. "Psychic Horns" - 06:32
7. "Key To The Storms" - 03:52
8. "Anti" - 04:33

## Personal
- Attila Csihar - vocal
- Blasphemer - chitară, chitară bas
- Hellhammer - baterie

## Clasament
| Țara     | Poziția |
| -------- | ------- |
| Norvegia | 12      |
| Suedia   | 57      |